# Marijosé Alie
Marijosé Alie, née à Paris en 1951, est une journaliste, chanteuse et écrivaine française.

## Biographie
Marijosé Alie est diplômée de l'École supérieure de journalisme de Paris en 1974.
Journaliste de télévision, elle chante en 1983 avec le groupe Malavoi ; la chanson Karésé mwen devient un succès.
Elle est présentatrice d'émissions sur la chaîne RFO puis France Ô, telles que Studio M. Elle participe à diverses manifestations culturelles comme DOM TOM Folies.
En décembre 2009, elle anime sur France 2 le magazine du Téléthon avec Laurence Piquet.
À la rentrée 2011 et durant 3 saisons, elle anime l'émission À nous deux, tous les samedis sur France Ô, dans laquelle elle reçoit une personnalité qui fait l'actualité, pour un entretien intimiste.
Le 5 novembre 2016, Marijosé Alie reçoit le prix Ivoire à Abidjan pour son roman Le Convoi.
Elle pense reprendre sa carrière musicale[Quand ?][réf. nécessaire].

## Discographie
- 1987 : Karésé mwen (version solo) single publié chez Barclay
- 1989 : Gaoulé
- 2000 : Zambouya

## Publications
- 2009 : Elle & elle : Entre chienne et louve, avec des peintures de sa fille Fred Alie, Éditions Hervé Chopin, Paris, 105 p.  (ISBN 978-2-35720-001-2)
- 2016 : Le Convoi, Éditions Hervé Chopin, Paris, 400p.  (ISBN 978-2-35720-250-4)
- 2020 : Une semaine et un jour, Paris, Editions Hervé Chopin, 2 janvier 2020, 345 p., Broché (ISBN 9782357205130, OCLC 1141982750)
- 2021 : Entretiens avec Aimé Césaire (Biographie), Bordeaux, éditions Hervé Chopin, 2021, 124 p. (EAN 9782357206007, OCLC 1250021609)